# Palma Violets
Palma Violets was een Britse indierockband uit Lambeth, Londen, bestaande uit Samuel Fryer (zang, gitaar), Chilli Jesson (basgitaar, zang), Peter Mayhew (keyboard) en Will Doyle (drums).
De muziek van de band is voornamelijk gebaseerd op het rockgenre, met invloeden van garagerock en psychedelische muziek.
Het debuutalbum 180 verscheen op 25 februari 2013.
De band was een van de genomineerden voor BBC Sound of 2013.

## Discografie

### Albums
| Album met hitnotering(en) in de Vlaamse Ultratop 200 albums | Datum van verschijnen | Datum van binnenkomst | Hoogste positie | Aantal weken | Opmerkingen |
| ----------------------------------------------------------- | --------------------- | --------------------- | --------------- | ------------ | ----------- |
| 180                                                         | 2013                  | 02-03-2013            | 66              | 1*           |             |
| Danger in the club                                          | 01-05-2015            |                       |                 |              |             |